# Chalybs hassan
Espèce
Synonymes
- Thecla esmeralda Jones, 1912[1]

Chalybs hassan est une espèce de papillons de la famille des Lycaenidae, de la sous-famille des Theclinae et du genre Chalybs.

## Systématique
Chalybs hassan a été décrit par Caspar Stoll en 1790 sous le nom initial de Papilio jamias.

## Nom vernaculaire
Chalybs hassan se nomme Hassan Greenstreak ou Shiny Greenstreak en anglais,.

## Description
Chalybs hassan est un petit papillon aux pattes et aux antennes cerclés de blanc et noir, avec deux fines queues noires à chaque aile postérieure, une longue et une très courte.
Le dessus des ailes est marron avec une suffusion bleu métallisé plus ou moins grande.
Le revers est vert suffusé de jaune, avec deux ocelles, un jaune pupillé de noir et un noir en position anale.

## Écologie et distribution
Chalybs hassan est présent Mexique, au Costa Rica, au Panama, en Colombie, au Brésil, au Surinam et en Guyane,,.

### Protection
Pas de statut de protection particulier.